# Die Jagd nach dem magischen Wasserrad
Die Jagd nach dem magischen Wasserrad (Originaltitel: Den korsikanske Biskopen) ist eine schwedische Kinderserie aus dem Jahre 1993. Sie besteht in der Originalversion aus vier dreiviertelstündigen Folgen und wurde von Søren Kragh-Jacobsen produziert.

## Handlung
Die Kinder Kalle Magnusson und Max Olsen verbringen ihre Sommerferien auf einer schwedischen Insel. Kalle wird auf einem Video von seinem verstorbenen Vater Folke Magnusson über ein magisches Wasserrad informiert. Hierbei erfährt er, dass dieses Wasserrad „Der korsische Bischof“ genannt wird und dieses bei Folkes Forschungsarbeiten im Sudan zum Vorschein kam. Auf dem Video hinterlässt Folke verschlüsselte Informationen über den aktuellen Verbleib des Wasserrads. In derselben Zeit organisiert der Museumsdirektor Doktor Zeth die Suche nach dem Wasserrad und möchte dieses für sich beanspruchen. Als Kalle und Max auf die Suche nach dem magischen Wasserrad gehen, werden sie permanent mit Hesse Brandin und Rauni Harkinen konfrontiert. 
In einem versunkenen Flugzeugwrack findet Max das Wasserrad und bringt es zusammen mit Kalle im Ferienhaus in Sicherheit. Immer häufiger begegnet den Charakteren während der Suche ein afrikanischer Magier, der wie ein Geist auftaucht und verschwindet und so die Ereignisse manipuliert. Darauf erfahren Kalle und Max, dass das magische Wasserrad hydrokinetische Kräfte besitzt und Wasser aus dem Nichts erzeugen kann. Kalle und Max stellen fest, dass sie in der Ferienwohnung nicht in Sicherheit sind und flüchten zusammen mit ihrer Freundin Isabella und dem Wasserrad vor Verfolgungen. Von einer Kirche über einen Erlebnispark bis hin zu einem Schiffshafen flüchten die drei Kinder und werden bei dieser Verfolgung getrennt. Max und Isabella werden durch Harkinen eingesperrt. Nachdem Brandin das Vertrauen von Kalle erworben hat, begeben sich Kalle und Brandin auf die Suche nach den beiden anderen Kindern. Sie finden Max und Isabella in einem Container und befreien sie. Darauf verfolgen diese vier Charaktere den Ganoven Harkinen, auf den der Museumsdirektor Zeth in einem verlassenen Museum wartet. Dort erscheint ebenso der afrikanische Magier und er geht zusammen mit Brandin und den drei Kindern gegen den Diebstahl des Wasserrads vor. Am Ende vertraut Kalle dem afrikanischen Magier das Wasserrad an.

## Rollen und Schauspieler
| Rollen               | Schauspieler         |
| -------------------- | -------------------- |
| Kalle                | Oliver Loftéen       |
| Max                  | David Fornander      |
| Isabella             | Jenny Lindroth       |
| Hesse Brandin        | Åke Lindmann         |
| Rauni Harkinen       | Krister Henriksson   |
| Doktor Zeth          | Jan Malmsjö          |
| Afrikanischer Magier | Maxim Bonjour Ngcobo |

## Produktion
Der Regisseur der Serie Die Jagd nach dem magischen Wasserrad ist der Däne Søren Kragh-Jacobsen. Die Musik zu dieser Serie komponierte Jacob Groth. Der ausführende Produzent ist Anders Granström, der Produktionsleiter ist Erich Hörtnagl. Als Drehorte für diese Serie dienten die Städte Rom, Stockholm, Göteborg, Helsingborg, Helsingör, Skagen und Fiskebäckskil.